# Montay British Cemetery
Le cimetière « Montay British Cemetery » est un des trois cimetières militaires  de la Première Guerre mondiale situés sur le territoire de la commune de Montay, Nord. Les deux autres sont Selridge British Cemetery et Montay-Neuvilly Road Cemetery.

## Localisation
Ce cimetière est situé à 1.5 km au nord-est du village en direction de Forest-en-Cambrésis, sur la D932 (chaussée Brunehaut) qui relie Maretz à Bavay.

## Historique
Occupé dès la fin août 1914 par les troupes allemandes, le village de Montay est resté  loin des combats jusqu'en octobre 1918 date à laquelle le secteur a été repris par les forces du Commonwealth. Ce cimetière comporte les sépultures de soldats britanniques, pour la plupart, tombés lors des combats pour la libération du secteur les 23, 24 et 25 octobre 1918 .

## Caractéristique
Ce cimetière comporte 41 tombes de soldats britanniques. Le cimetière a été conçu par W.H. Cowlishaw.

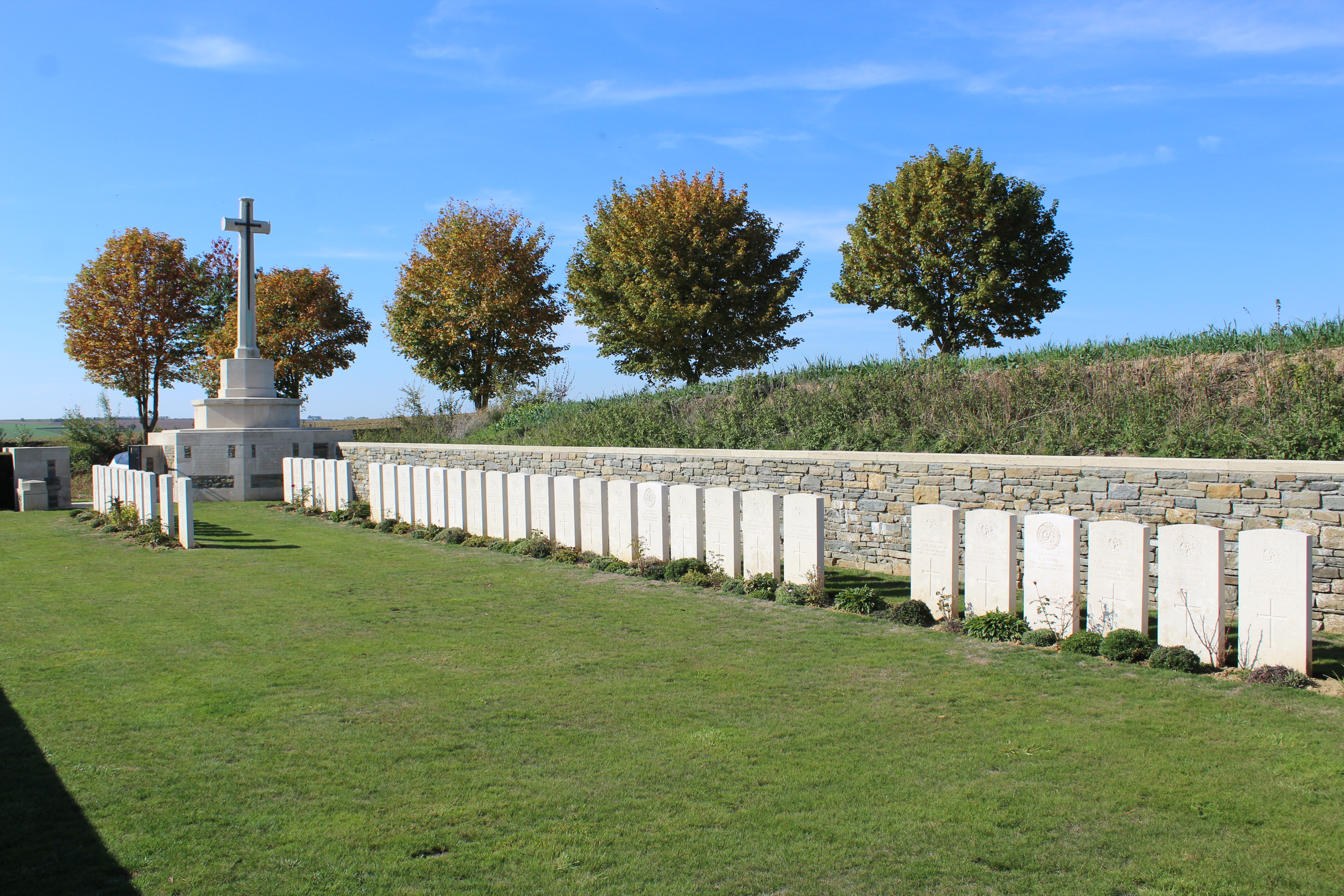
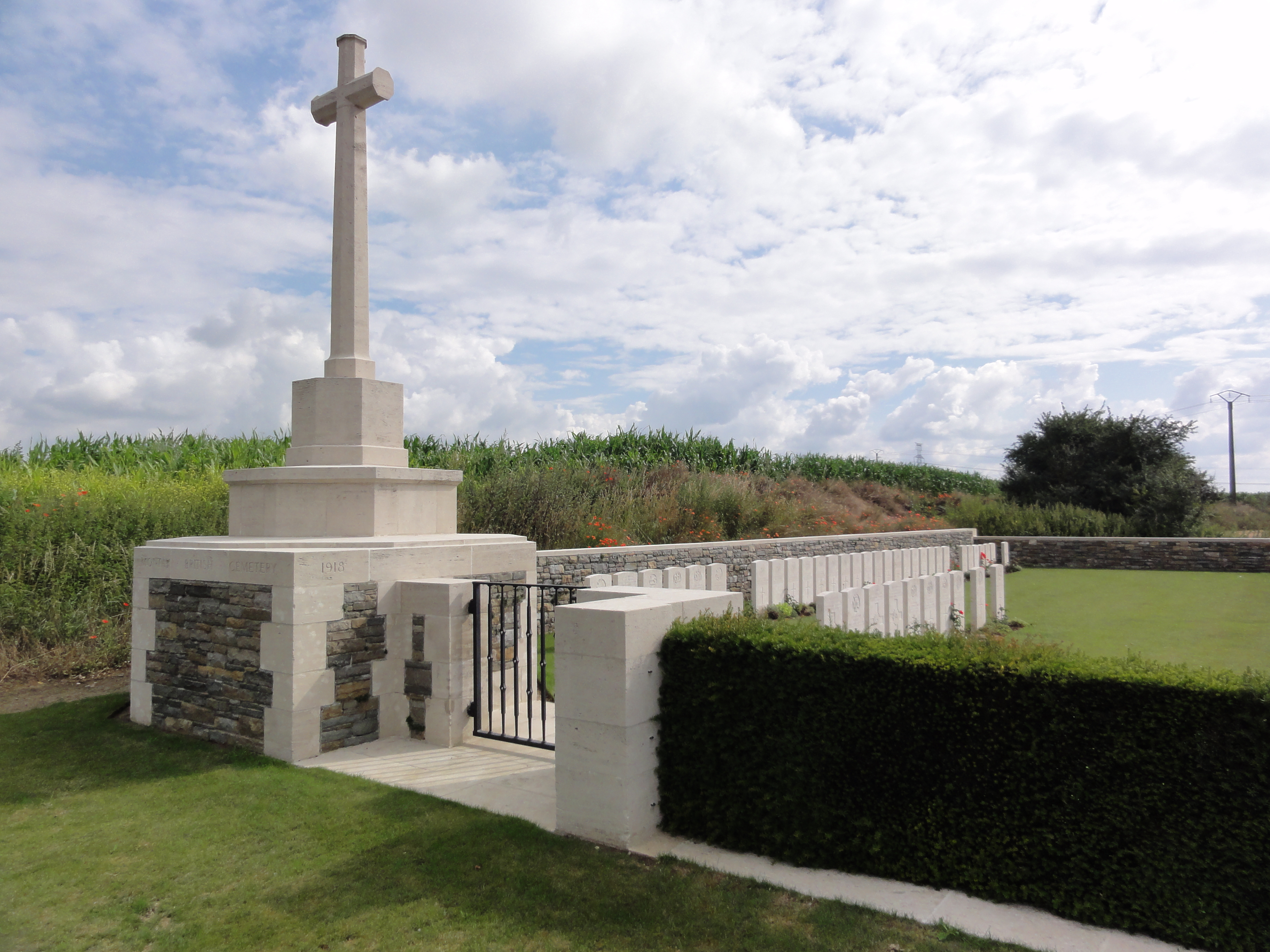
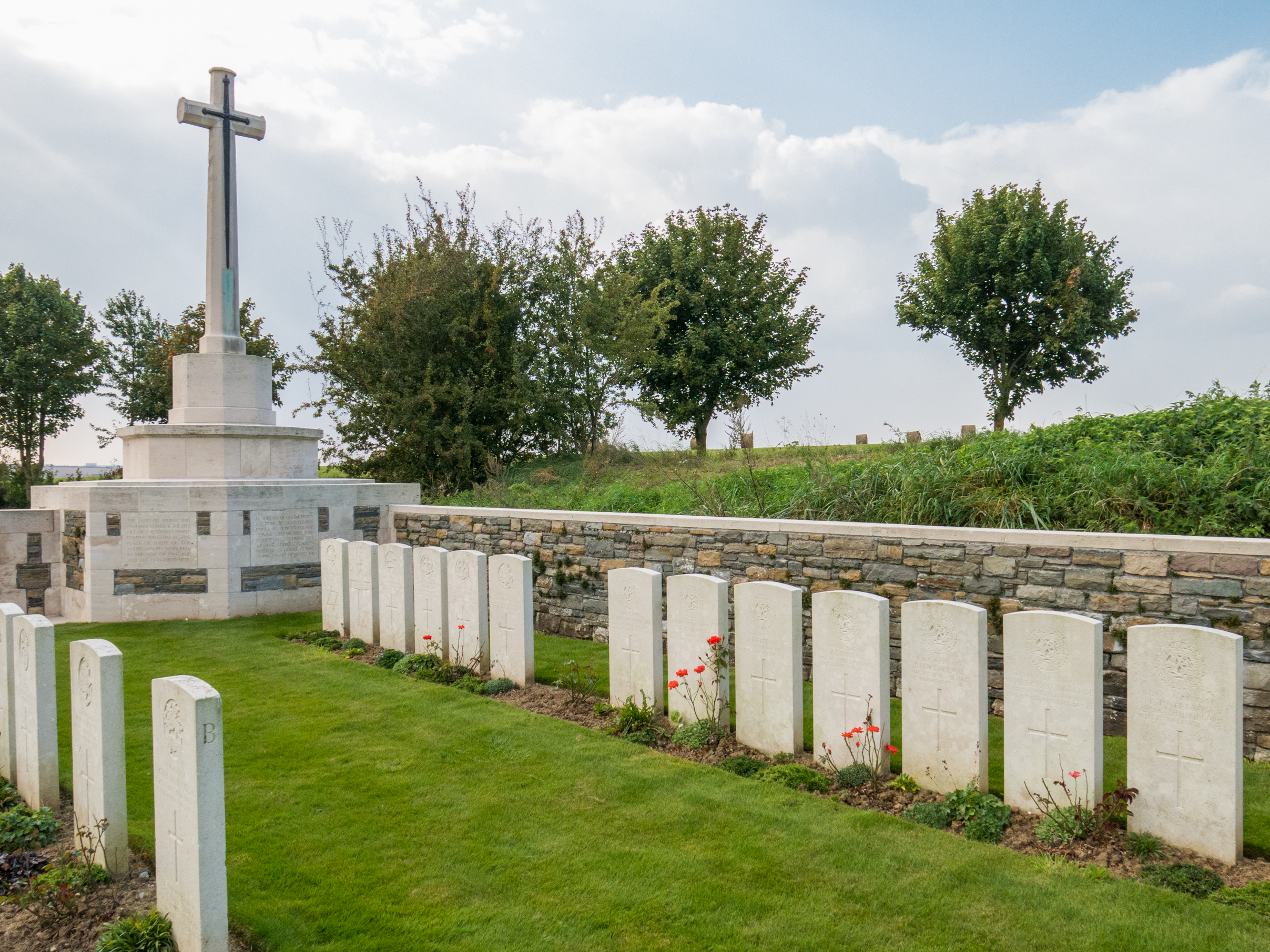
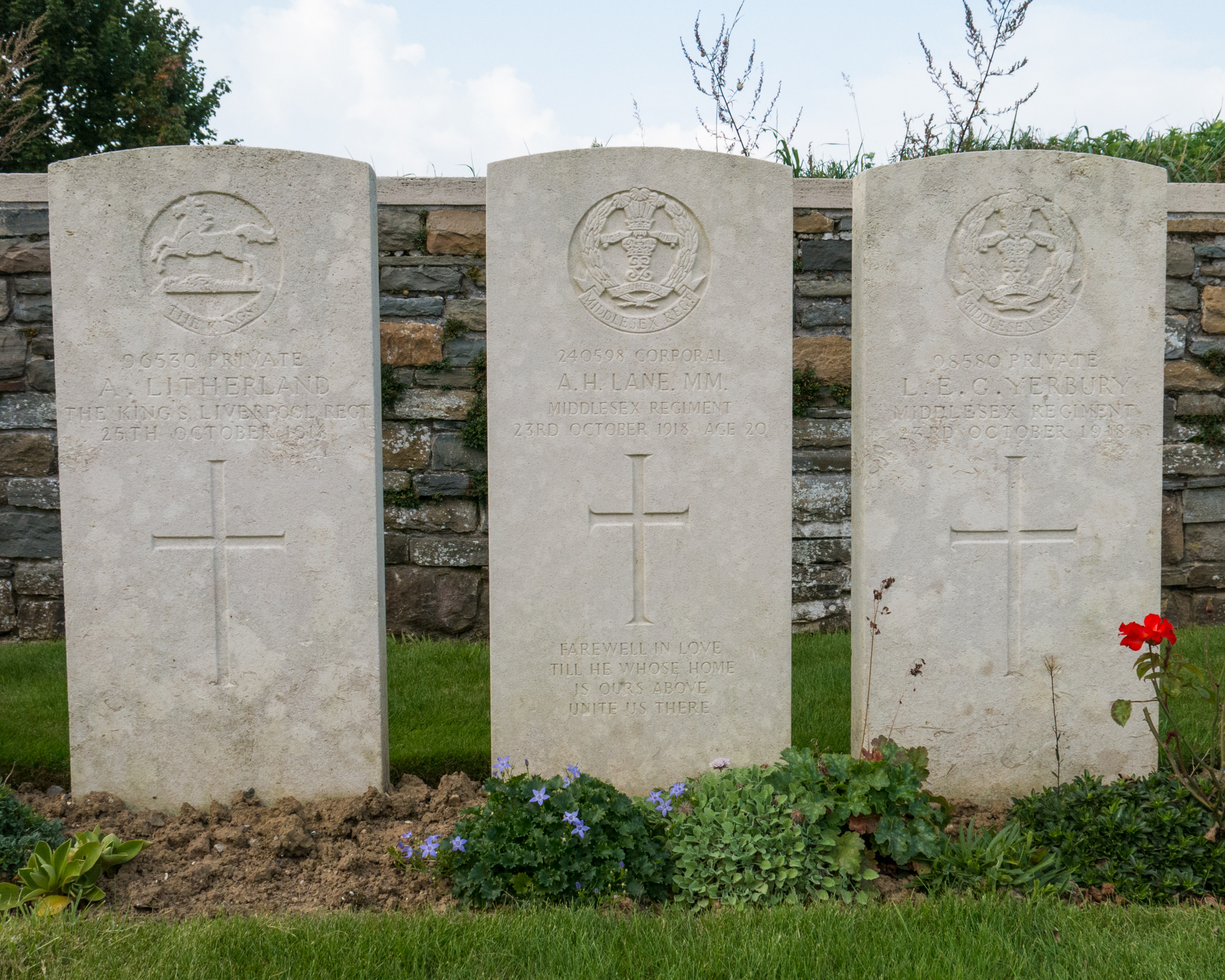

## Sépultures
| Pays        | Sépultures |
| ----------- | ---------- |
| Royaume-Uni | 41         |

### Liens Externes
http://www.inmemories.com/Cemeteries/montaybrit.htm